# Зональність газова
Зональність газова (рос. зональность газовая, англ. zoning of gases; нім. Zoneneiteilung f (Zoning) der Gase n pl) — закономірне розподілення газів у верхніх шарах земної кори в результаті міграції метаморфічних або (і) вулканічних газів до поверхні та атмосферного повітря у зворотному напрямку.
В умовах вугільних родовищ верхньою зоною є вуглекислоазотна з вмістом вуглекислого газу 20-80 %; далі йде азотна зона з вмістом азоту 80-100 %; наступна — азотно-метанова зона з вмістом метану 20-80 %; метанова — з вмістом метану 80-100 %. В районах альпійської складчастості, при наявності вулканогенних вуглекислих струменів, в зонах тектонічних порушень на рівні з метаном можуть виникати скупчення вуглекислого газу або змішані вуглекисло-метанові гази.
На Донбасі встановлено, що по мірі вуглефікації антрацитів і переходу їх у суперантрацити метаноносність знижується. У складі газів з'являється водень. При загальному зниженні газоносності пластів антрациту збільшується вміст азоту.
На рудних родовищах повітряні і біохімічні гази зони газового вивітрювання на глибині змінюються переважно газами метано-водневого та азотного складу.